# Котокель
Котокель (рос. Котокель) — селище Прибайкальського району, Бурятії Росії. Входить до складу Сільського поселення Грем'ячинського.
Населення — 145 осіб (2015 рік).